# Carl Joachim Lundberg
Carl Joachim Lundberg, född 30 oktober 1802 i Lund, död 20 november 1861 i Lund, var en svensk målare, tecknare och akademiträdgårdsmästare samt konservator vid Naturhistoriska museet i Lund.
Han var son till skräddaren Carl Christian Lundberg och Catharina Lovisa Möller. Han var elev till akademiritmästaren Anders Arfwidsson och när han minskade ner sin arbetsbörda 1829 överlät han sina grafiska apparater och koppartryckpress till Lundberg, samtidigt fick han överta Arvidssons illustrativa uppdrag för akademin. Han tecknade illustrationer för bland annat Carl Adolf Agardh, Elias Fries och Sven Nilsson. För Bror Emil Hildebrands numismatiska verk utförde han flera myntavbildningar. Han tillverkade även changemanger som var kolorerade kopparsticksplanscher med rörliga detaljer, dessutom skapade han sällskapslekar i kopparstick och leksaker. Han var huvudsakligen verksam som vetenskaplig illustratör där han utmärkte sig för sin vetenskapliga precision och finhet i utförandet. Några vanliga konstnärliga gravyrer blev inte skapade men han sysslade med målning och skulptural konst när det blev tid över.